# Gargaropsis poravis
Gargaropsis poravis är en insektsart som beskrevs av Blocker 1990. Gargaropsis poravis ingår i släktet Gargaropsis och familjen dvärgstritar. Inga underarter finns listade i Catalogue of Life.